# Monodelphis brevicaudata

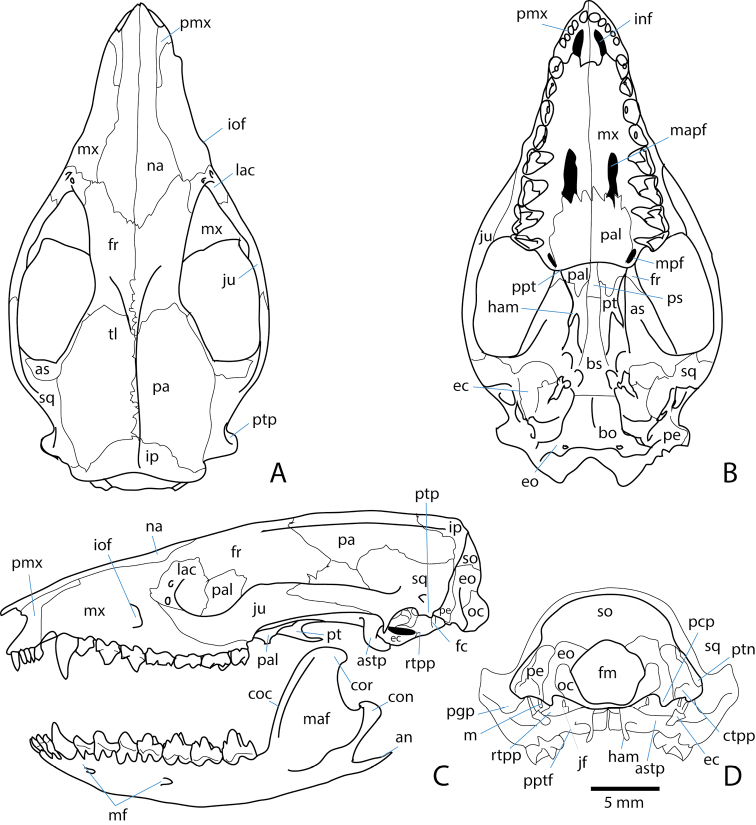
Crânio de Monodelphis brevicaudata

A Monodelphis brevicaudata é uma espécie de marsupial nativa neotropical, encontrada na Colômbia, Venezuela, Guiana Francesa e no Brasil. Pertencem à família dos didelfiídeos (Didelphidae), da ordem dos didelfomorfos (Didelphimorphia). Uma das espécies conhecidas popularmente como “catita”.

## Distribuição geográfica
A espécie ocorre no norte da Colômbia, Venezuela, Guiana Francesa e Brasil. No Brasil, distribui-se ao norte do rio Amazonas e leste do rio Negro, nos estados do Amapá, Amazonas, Pará e Roraima.

## Comportamento
De hábito solitário e primariamente insetívoro (insetívoro-onívoro), geralmente se alimentam de insetos, como baratas e grilos, e de outros pequenos animais, como aranhas, mas também podem comer frutas e sementes, ocasionalmente. Se locomovem pelo chão, assim como por cima de troncos caídos, e ocasionalmente escalando pequenas árvores.
Ainda há dúvidas se o animal é crepuscular ou completamente diurno em seus hábitos.
Já foi relatada a presença de canais de percepção química e tátil, e como mamíferos diurnos, pode-se presumir que também utilizam a visão a certo ponto. É provável que se comuniquem uns com os outros utilizando a postura corporal e outros sinais visuais.

### Reprodução
Muito pouco se sabe sobre os padrões reprodutivos de M. brevicaudata, em particular. Pode ser similar ao dos demais didelfiídeos, que são polígamos. Por causa do dimorfismo sexual em tamanho nessa espécie, é provável que eles sejam similares aos outros membros da família dos didelfiídeos (Cockrum, 1962; Linares, 1998; Nowak, 1997).
A competição entre os machos da espécie pode ser extrema, sendo os machos geralmente intolerantes uns com os outros.
No norte da Venezuela, a temporada de reprodução se estende de maio a agosto. A espécie geralmente se reproduz durante a temporada seca, e sua reprodução pode ser similar a dos demais didelfídeos, que têm uma gestação de aproximadamente 12,5 dias (Cockrum, 1962; Cockrum, 1962; Linares, 1998). Independente da duração exata da gestação, pode-se presumir que, por serem marsupiais, a gestação é curta, e que os filhotes nascem muito pouco desenvolvidos (altriciais). Em uma ninhada podem nascer até 7 filhotes. Como o marsúpio não é bem desenvolvido nas fêmeas deste gênero, é provável que os filhotes tenham de se segurar nos mamilos até estarem grandes o suficiente para ficarem nas costas de suas mães (Nowak, 1997). Os filhotes são dependentes das mães até cerca de 50 dias após o nascimento.
A maturidade sexual no gênero Monodelphis é alcançada entre 4 e 5 meses de idade, e a reprodução pode ocorrer até os 39 meses de idade nos machos e 28 meses de idade nas fêmeas (Nowak, 1997). Não se sabe a frequência na qual esses animais se reproduzem, e não é possível generalizar pelos demais membros do mesmo gênero, pois algumas espécies de Monodelphis são aparentemente semélparas, com poucos indivíduos vivendo após sua primeira reprodução, e outras podem produzir até 4 ninhadas por ano (Nowak, 1997).
Não há informação sobre o investimento parental nessa espécie. É provável que a fêmea, que provê a nutrição para os filhotes, seja a principal, se não a única, a ter o cuidado parental. O papel do macho no cuidado parental não é conhecido. (Nowak, 1997).

## Ecologia
É uma espécie primariamente terrestre, aparentemente rara e restrita a florestas de terra firme. É mais encontrada em florestas tropicais secundárias, jardins e plantações, porém, também pode ser encontrada em menor abundância em florestas secas decíduas. No Brasil, está associada às florestas semidecíduas e decíduas.
Por seu comportamento forrageador, M. brevicaudata tem provavelmente um papel no controle de populações de insetos e de outros pequenos animais, em seu habitat. Na medida em que esses animais atuam como presa, eles também podem ter algum efeito nas populações de predadores, embora ainda não se saiba detalhes de sua predação.
A expectativa de vida do animal, registrada em cativeiro, foi de 47 meses.

## Conservação
É encontrada em diversas áreas de conservação. Consta como “pouco preocupante”, na Lista Vermelha da IUCN (2010), por conta de sua ampla distribuição, sua ocorrência em certo número de áreas protegidas, tolerância a algum grau de alteração do habitat, e por ser improvável que esteja declinando à taxa requerida. A espécie está qualificada para ser listada numa categoria ameaçada.
Consta também como espécie não ameaçada no ICMBio.